# Култ цара
Култ цара је облик социјалног понашања где долази до поистовећивања царева и неких чланова њихових породица са божански одобреним ауторитетом. Његов оквир је најчешће заснован на римским и грчким обрасцима, а формулисан је током раног Аугустовог принципата. У то време се успоставио широм Римског царства и његових провинција, са изразитим локалним варијацијама у његовом пријему и изражавању.

## Настанак
Најраније помињање култа цара потиче из 4. века п. н. е., када је Александар Велики прво добио поштовање према насловима и симболима и облицима обраћања као да једно људско биће. То је наступило након освајања у Египту, где су фараони дуго били обожавани, и народима на Блиском истоку, сличних верских обичаја. Чак су и Грци били прилично навикли на идеју да бића која су живела људским животом изванредног успеха, као „хероји“ у пуном смислу грчке речи, никада неће умрети, већ отићи у неки виши свет; веровало се да хероји попут Ахила, Херкула, Питагоре и Диона у Сиракузи у средином  4. века п. н. е. Велике римске војсковође, као и хеленистички владари, имали су своје олтаре, фестивале, и специјалне признања у многим грчким градовима из почетка 2. века пре нове ере. Тада није било тако чудно да је један присталица слободњака Цезарион подигао стуб над пепелом мртвог диктатора на Форуму у априлу 44. п. н. е. и започео култ као бићу које сада живи међу боговима.
Аугустове реформе су трансформисале римски републикански систем власти у де факто монархију, засновану на традиционалним римским праксама и републиканским вредностима. Од принцепса (цара) се очекивало да уравнотежи интересе римске војске, Сената и народа и да одржи мир, сигурност и просперитет у етнички разноликом царству. Званична понуда култа живом цару признала је његову функцију и владавину као божански одобрену и уставну: његов принципат би стога требало да покаже побожно поштовање према традиционалним републиканским божанствима и обичајима.
Покојног цара који се сматра достојним те части могао је Сенат прогласити државним божанством (дивус, плурал диви) и уздигнут као такав у чину апотеозе. Додељивање апотеозе служило је верском, политичком и моралном суду над царским владарима и омогућило живим царевима да се повежу са добро цењеном лозом царских божанстава из које су непопуларни или недостојни претходници били искључени. Ово се показало корисним инструментом Веспазијану у његовом успостављању Флавијеве царске династије након Неронове смрти и грађанског рата, као и Септимију у његовој консолидацији династије Северана након убиства Комода.
Царски култ је био неодвојив од култа званичних римских божанстава, чији је култ био суштински важан за опстанак Рима и чије је занемаривање стога било издајничко. Традиционални култ је био у фокусу царског препородитељског законодавства под Децијем и Диоклецијаном. Због тога је постао фокус теолошких и политичких дебата током успона хришћанства под царом Константином. Цар Јулијан није успео да преокрене опадајућу подршку званичним верским обичајима Рима: Теодосије I је усвојио хришћанство као државну религију Рима. Римски традиционални богови и царски култ су званично напуштени. Међутим, многи од обреда, пракси и статусних разлика које су карактерисале култ царева овековечене су у теологији и политици христијанизованог царства.

## Римска република
Током пет векова, Римска република није обожавала ниједну историјску личност, нити било ког живог човека, иако је била окружена божанским и полубожанским монархијама. Римски легендарни краљеви су били његови господари; њиховим уклањањем, републикански Римљани су могли да идентификују Ромула, оснивача града, са богом Квирином и да и даље задрже републиканску слободу. Слично, римски предак-херој Енеја био је обожаван као Јупитер Индигес. Римљани су обожавали неколико богова и полубогова који су били људи, и познавали су теорију да су сви богови настали као људска бића, али републиканске традиције су биле упорно конзервативне и антимонархистичке. Аристократе које су држале скоро све римске магистратуре, и тиме заузеле скоро цео Сенат, нису признавале човека као свог инхерентног претпостављеног. Ниједан грађанин, жив или мртав, није се званично сматрао божанским, али почасти које је држава додељивала — круне, венци, статуе, престоли, процесије — такође су биле прикладне боговима и обојене божанством; заиста, када су цареви касније добили државно обожавање, то је учињено декретом Сената, израженом као и свака друга част.
Међу највишим почастима био је тријумф. Када је генерал био проглашен императором од стране његових трупа, Сенат би тада бирао да ли да му додели тријумф, параду до Капитола у којој је тријумфатор приказао своје заробљенике и ратни плен у друштву својих трупа; по закону сви су били ненаоружани. Тријумфатор се возио у кочијама, носећи божанске амблеме, на начин који је требало да буде наслеђен од старих римских краљева, а завршио је тако што је своју победу посветио Јупитеру Капитолину. Неки научници су сматрали да се тријумфатор лажно представља или чак постаје краљ или бог (или обоје) за тај дан, али околности доделе тријумфалне награде и накнадних обреда такође су функционисале да ограниче његов статус. Без обзира на његове личне амбиције, његова победа и тријумф подједнако су служили римском Сенату, људима и боговима и били су признати само уз њихову сагласност.
У приватном животу, међутим, традиција је захтевала да се нека људска бића третирају као више или мање божанска; култ је уследио од инфериорних у породици према њиховим надређенима. Сваки глава породице оличавала је генијалност – генеративни принцип и дух чувара – својих предака, коме су се други морали клањати и којим су се његова породица и робови заклињали. Слуга би свог покровитеља могао назвати „Јупитер на земљи“. Мртви су, колективно и појединачно, били богови подземља или загробног живота (дии манес). Сачувано је писмо Корнелије, мајке Гракхија, у којој се очекује да ће је њени синови поштовати као деус паренс, родитељско (или негујуће) божанство, када буде мртва; таква побожност се очекивала од сваког послушног сина.
Истакнути клан може тражити божански утицај и квази-божанске почасти за свог вођу. Посмртне маске (имагине) прављене су за све значајне Римљане и биле су изложене у атријума њихових кућа; коришћени су да представљају своје сабласно присуство на породичним сахранама. Маска Сципиона Афричког, Корнелијиног оца и победника над Ханибалом, била је похрањена у Јупитеровом храму; његов епитаф (од Енија) је рекао да је узашао на небо. У вековима након његове смрти настала је традиција да је Африкан био инспирисан пророчким сновима, а да је и сам био Јупитеров син.
Постоји неколико случајева незваничног култа усмереног на мушкарце на које се гледа као на спасиоце, војне или политичке. У Шпанији 70-их година пре нове ере, лојалистички Римљани поздравили су проконзула Метела Пија као спасиоца, паливши тамјан „као богу“ због његових напора да угуши побуну Лузитана коју је предводио Римљанин Серториус, члан фракције која је себе називала „људи из народа“ (популарес). Ова прослава, у Шпанији, представљала је раскошан банкет са домаћим и увозним деликатесима, и механичку статуу Победе за крунисање Метела, који је за ту прилику носио тогу тријумфатора. Ове свечаности је организовао квестор Гај Урбинус. Метелу се све ово допало, али су његови старији и побожни савременици сматрали да је то арогантно и неподношљиво. Након што су земљореформатори Тиберије и Гај Грах обојица били убијени од стране својих противника, њихове присталице су „пале“ и приносиле свакодневне жртве на статуама Гракија „као да посећују светилишта богова“. Након што је Гај Марије победио Теутонце, грађани би му понудили храну и пиће поред својих кућних богова; назван је трећим оснивачем Рима после Ромула и Камила. Године 86. п. н. е., у светиштима на раскршћу путева приношени су приноси тамјана и вина статуама још живог Марија Гратидијана, нећака старијег Мариуса, који је био веома популаран, великим делом због монетарних реформи које су олакшале економску криза у Риму.

## Стара грчка
Када су Римљани почели да доминирају великим деловима грчког света, тамошњи виши представници добили су исте божанске почасти као и хеленистички владари. Ово је био добро успостављен метод за грчке градове-државе да прогласе своју оданост спољној сили; такав култ је обавезао град да се покорава и поштује краља као што су се покоравали и поштовали Аполона или било које друго божанство.
Градови Јоније обожавали су спартанског генерала Лисандра, када је он лично доминирао Грчком, непосредно после Пелопонеског рата; према Плутарху, ово је био први пример владарског култа у грчкој историји. Било је сличних случајева божанског култа људима у истом веку, иако су га неки владари, попут Агесилаја, одбили. Клеарх од Хераклеје, је ишао обучен као Зевс и тврдио је да је божанство; ово није спречило Хераклеоте да га убију. Исократ је рекао за Филипа II Македонск да након што је освојио Персијско царство, неће имати ништа друго да постигне осим да постане бог; град Амфипољ, и приватно друштво у Атини, обожавали су га и без овог освајања; он је сам поставио своју статуу, обучен у бога, као тринаести од Дванаесторице Олимпијаца.
Али Филипов син Александар Велики је учинио да божанство краљева буде стандардна пракса међу Грцима. Египћани су га прихватили као фараона, а самим тим и божанског, након што је протерао Персијанце из Египта; други народи су га примили као свог традиционалног божанског или квазибожанског владара како их је он стекао. 324. п. н. е. послао је вест грчким градовима да и њега поставе богом; урадили су то, са изразитом равнодушношћу – што их није спречило да се побуне када су следеће године чули за његову смрт.
Његови непосредни наследници, дијадохи, принели су жртве Александру, и учинили себе боговима чак и пре него што су тврдили да су краљеви; стављали су своје портрете на ковани новац, док су Грци то увек резервисали за бога или за амблем града. Када су се Атињани удружили са Деметријем Полиоркетом, осамнаест година после обожења Александра, сместили су га у Партенону са Атином, и певали му химну величајући га као садашњег бога, који их је чуо, као што други богови нису.
Еухемер, Александров савременик, написао је измишљену историју света, која је приказала Зевса и друге утврђене богове Грчке као смртне људе, који су се на исти начин претворили у богове; Чини се да је Еније ово превео на латински отприлике два века касније, у време Сципиона Афричког.
Египатски Птоломеји и Селеукиди су тврдили да су божанство све док су трајали; можда су били под утицајем персијске и египатске традиције божанских краљева – иако су Птоломеји имали одвојене култове у египатском политеизму, као фараон, и у грчком. Нису све грчке династије изнеле исте тврдње; Деметријеви потомци, који су били краљеви Македоније и доминирали копном Грчке, нису полагали право на божанство нити обожавали Александра.

## Римљани међу Грцима
Римски магистрати који су освојили грчки свет били су уклопљени у ову традицију; игре су постављене у част Марка Клаудија Марцела, када је освојио Сицилију на крају Другог пунског рата, као што су Олимпијске игре биле за Зевса; одржали су се век и по све док их други римски гувернер није укинуо, да би направио место за своје почасти. Када је Тит Квинкције Фламинин проширио римски утицај на ужу Грчку, за њега су подигнути храмови и градови су поставили његов портрет на своје кованице; он је себе назвао боголик (исотхеос) у натпису у Делфима – али не на латинском, или у Риму. Грци су осмислили и богињу Рому, која није обожавана у Риму, коју су обожавали са Фламинином (њихов заједнички култ је посведочен 195. године пре нове ере); она би постала симбол идеализованих романита у каснијим римским провинцијама и стална веза, док би Марцел или Фламининус могли да држе власт само неколико година.
Када sе римски Сенат obraćao краљу Прусију I од Битиније, он се клањао и ословљавао их са „Боговима Спаситељима“, што би била етикета на његовом сопственом двору; Ливије је био шокиран Полибијевим извештајем о овоме и инсистира на томе да не постоји римски извор да се то икада догодило.
Чини се да су Грци рутински нудили богослужење и храмове својим римским гувернерима, уз различите реакције. Цицерон је одбио храм који су градски званичници римске Азије предложили свом брату и себи, док је овај био проконзул, да би избегао љубомору других Римљана; када је сам Цицерон био гувернер Киликије, тврдио је да није прихватио никакве статуе, светилишта или кола. Међутим, његов претходник, Апије Клаудије Пулхер, био је толико задовољан када су му Киликијани саградили храм да је, када није био завршен на крају Клаудијеве године на власти, Клаудије написао Цицерону да се увери да је то учињено, и жалио се да Цицерон није био довољно активан по том питању.

## Средњи облици
Римљани и Грци давали су религиозно поштовање људским бићима и људима на начин који примаоце није чинио боговима; ово је олакшало прве грчке апотеозе. Слични средњи облици појавили су се како се Август приближавао званичном божанству.
Грци мртве нису сматрали боговима, али су им одавали почаст и приносили им жртве – користећи другачије ритуале од оних за богове Олимпа. Грци су изванредне мртве – осниваче градова и слично – називали херојима; у најједноставнијем облику, култ хероја је био сахрана и спомен обележја које је свака угледна грчка породица дала својим мртвима, али их је њихов Град заувек плаћао. Већина хероја су били ликови из древних легенди, али неки су били историјски: Атињани су поштовали Хармодија и Аристогеитона као хероје, као спасиоце Атине од тираније; такође, колективно, они који су пали у Маратонској бици. Државници генерално нису постајали хероји, али је Софокле био херој Дексион („Прималац“) – не као драматург, нити као генерал, већ зато што када су Атињани преузели Асклепијев култ током Пелопонеског рата, Софокле је држао слику Асклепија да би се могла саградити светиња. Атински вођа Хагнон основао је Амфипољ непосредно пре Пелопонеског рата; тринаест година касније, док је Хагнон још био жив, спартански војсковођа Брасидас га је ослободио од Атинског царства и при том је смртно рањен. Амфиполити су га сахранили као хероја, прогласивши га другим оснивачем града, и избрисали почасти Хањона колико су могли.
Грци су такође одавали почаст оснивачима градова док су били живи, попут Хагнона. Ово би се такође могло проширити на мушкарце који су радили једнако важне ствари; у периоду када је Дион владао у Сиракузи, Сиракужани су му одали „херојске почасти“ за сузбијање тиранина, и то поновили за Тимолеона; ови би се такође могли описати као обожавање његовог доброг духа (агатхос даимон, агатходаемон; сваки Грк је имао агатодаемона, а грчки еквивалент здравице нуђен је нечијем агатодаемону). Тимолеон је назван спасиоцем; поставио је светилиште Фортуни (Аутоматиа) у својој кући; а његов рођендан, празник његовог даимона, постао је државни празник.
Други људи могу тражити божанску наклоност тако што имају заштитника међу боговима; тако да је Алкибијад можда имао и Ероса и Кибелу за покровитеље, а Клерх из Хераклеје је тврдио да је „Зевсов син“. Александар је преузео покровитељство Диониса и других богова и хероја; одржао је банкет у Бактри који је комбиновао здравицу његовом агатос даимону и либације Дионису, који је био присутан у Александру (и стога су слављеници поздравили Александра, а не огњиште и олтар, као што би учинили за здравицу).
Није увек било лако разликовати херојске почасти, поштовање човековог доброг духа, обожавање његовог божанства заштитника, обожавање среће града који је основао и обожавања самог човека. Једно би се могло прелити у друго: У Египту је постојао култ Александра као бога и оснивача Александрије;

## Крај Републике
Последњих деценија Римске републике, њене вође су редовно преузимале вануставна овлашћења. Мос мајорум је захтевао да магистрати обављају дужности колективно, и то на кратко; била су два конзула; чак су и колоније оснивали одбори од три човека; али су ови нови вође држали власт сами, и то често годинама.
Исти људи су често добијали изузетне почасти. Тријумфи су постајали све сјајнији; Марије и Сула, супарничке вође у првом грађанском рату у Риму, основали су сваки градове које су дали по себи; Сула је имао годишње игре у његову част, у самом Риму, које су носиле његово име; горе је незванично обожавање Мариуса. У следећој генерацији, Помпеју је било дозвољено да носи своје тријумфалне украсе кад год је ишао на Игре у Циркус. Такви људи су такође тврдили да имају посебан однос према боговима: Сулин заштитник је била Венера Феликс, а на врхунцу своје моћи он је свом имену додао Феликса; његов противник Мариус је веровао да има судбину и да га ниједан обичан човек не може убити. Помпеј је такође затражио Венерину личну наклоност и саградио јој храм. Али први Римљанин који је постао бог, као део циља за монархију, био је Јулије Цезар.

## Дивус Јулиус
Цезар је могао да тврди да има личне везе са боговима, и по пореклу и по службеној дужности. Био је из рода Јулије, чији су чланови тврдили да потичу од Енеје и његове мајке Венере. У свом хвалоспеву својој тетки Јулији, Цезар је такође индиректно тврдио да потиче од Анка Марција и краљева Рима, а самим тим и од бога Марса. Штавише, када је био тинејџер, Мариус га је назвао фламен Диалис, специјални свештеник Јупитера. Сула је отказао овај састанак; међутим, релативно рано у својој каријери, Цезар је постао понтифекс макимус, главни свештеник Рима, који је испуњавао већину верских дужности древних краљева. Своје двадесете је провео у божанским монархијама источног Медитерана, и био је блиско упознат са Битинијом.
Цезар је користио ове везе у свом успону на власт, али не више него што би имали његови ривали, или више од његових других предности. Када је говорио на сахрани своје тетке Јулије 69. п. н. е., Јулије Цезар је говорио о њеном пореклу од римских краљева, и подразумевао своје; али је такође подсетио своју публику да је она била Маријусова жена и (имплицитно) да је он био један од ретких преживелих Маријанаца.
Међутим, када је победио своје ривале 45. п. н. е. и преузео пуну личну контролу над римском државом, тврдио је више. Током римског грађанског рата, од 49. п. н. е., вратио се у источни Медитеран, где су га називали богом и спаситељем, и био је упознат са египатском монархијом Птоломеја Клеопатре, која се звала Клеопатра Теа због тежине коју је сама себи дала. божанство. Такође, имао је нови Сенат са којим се бавио. Већина одлучнијих бранилаца Сената придружила се Помпеју и – на овај или онај начин – нису седели у Сенату. Цезар их је заменио својим члановима, од којих је мало било привржених старим римским методама; неки од њих нису били ни из Италије. Причало се да је Цезар намеравао деспотско удаљавање власти и богатства из Рима на исток, можда у Александрију или Троју.
Током грађанског рата, он је прогласио Венеру својом богињом заштитницом: заклео се да ће подићи храм за Венеру Победницу ако му она помогне у бици код Фарсала, али га је саградио 46. п. н. е., за Венус Генетрик, који је епитет комбиновао њене аспекте као његова претка, мајка римског народа и богиња призвана у филозофској песми Де рерум натура. Нови Сенат је такође поставио статуу Цезара, са натписом који га је прогласио полубогом, али га је избрисао, јер то није тврдња коју је желео да изнесе. Добивши исто проширење права на тријумфално одевање као што је било дато Помпеју, Цезар је почео да носи свој тријумфални венац на глави „где год и кад год“, оправдавајући то као покриће за своју ћелавост. Такође је можда јавно носио црвене чизме и тогу обично резервисану за генерала који тријумфује за дан његовог тријумфа; костим који се такође повезује са свештеничким „краљем светих обреда“ из римске монархијске ере, касније понтифек макимусом, краљевима Монте Албано и вероватно статуом Јупитера Капитолина.
Када је вест о његовој коначној победи, у бици код Мунде, стигла у Рим, сутрадан је требало да се одрже Парилије, игре у част оснивања града; поново су посвећени Цезару, као да је он оснивач. Статуе су постављене „Цезаровој слободи“, и самом Цезару, као „непобеђеном богу“. Добио је кућу о јавном трошку која је била изграђена као храм; његов лик је парадирао са сликама богова; његов портрет је стављен на новчиће (први пут се тада живи човек појавио на римском новцу). Почетком 44. п. н. е. назван је паренс патриае (отац отаџбине); његов рођендан је проглашен празником.

## Религија и Империја под Августом
Чинило се да Август не тражи ништа за себе и ништа не иновира: чак је и култ дивуса Јулија имао респектабилан извор у традиционалном култу ди парентес. Његова јединствена – и још увек традиционална – позиција у Сенату као примус интер парес (први међу једнакима) понудила је обуздавање амбиција и ривалитета који су довели до недавних грађанских ратова. Као цензор и понтифекс макимус био је морално дужан да обнови мос маиорес вољом богова и „Сената и народа Рима“. Као трибун подстицао је великодушну јавну потрошњу, а као принцепс Сената одвраћао је од амбициозног расипништва. Распустио је остатке војски из грађанског рата да би формирао нове легије и личну царску гарду (преторијанску гарду): патрицији који су се још увек држали горњих ешалона политичке, војне и свештеничке моћи постепено су замењени из огромног, широм Царства. резерва амбициозних и талентованих коњаника. По први пут је сенаторски статус постао наследан.
Обични грађани могли су да заобиђу сложену, хијерархијску бирократију државе и да се обрате директно цару, као приватном грађанину. Царско име и лик били су свеприсутни – на државном ковању новца и на улицама, унутар и на храмовима богова, а посебно у судовима и канцеларијама цивилне и војне управе. Положене су заклетве у његово име, са његовим ликом као сведоком. Његова званична рес гестае (достигнућа) укључивала је поправку 82 храма, оснивање или поправку 14 других у Риму током његовог живота и ремонт или оснивање градских објеката укључујући нови пут, водовод, кућу Сената и позоришта. Изнад свега, његова војна премоћ донела је трајни и свети мир, који му је донео трајну титулу императора и учинио тријумф царском привилегијом. Чини се да је све ово успео у оквиру одговарајућег правног поступка кроз комбинацију личних одлука, прикривених претњи и самопонижавања као „само још један сенатор“.
У Риму је било довољно да се канцеларија, са сваком могућом правном, верском и друштвеном институцијом града. Да ли га „странци” или приватници желе да испоштују као нешто више, то је била њихова прерогативност, умерено; његово признање њихове лојалности показало је сопствену моралну одговорност и великодушност; "његов" царски приход финансирао је храмове, амфитеатре, позоришта, купатила, фестивале и владу. Овај јединствени принцип је поставио темеље за оно што је сада познато као „империјални култ“, који би се изражавао у много различитих облика широм мултикултуралног Царства.

## Источне провинције
У источним провинцијама, културни преседан је обезбедио брзо и географски широко распрострањено ширење култа, које се протеже све до Августовог војног насеља у данашњем Наџрану. Посматрано као целина, ове провинције представљају најширу и најсложенију синтезу царског и урођеничког култа, подстакнуту путем приватних и јавних иницијатива и у распону од боголиких почасти које се дугују живом заштитнику до онога што Харланд (2003) тумачи као приватно чувани комунални мистеријски обреди. Грчки градови римске Азије такмичили су се за привилегију да граде империјалне култне центре високог статуса (неокорате). Ефес и Сард, древни ривали, имали су по два до раног 3. века нове ере, када је Ефесу био дозвољен додатни храм, владајућем цару Каракали. Када је он умро, град је изгубио своју кратку, слављену предност због верске технике.
Источне провинције нуде неке од најјаснијих материјалних доказа за царски домус и фамилиа као званичне моделе божанске врлине и моралне исправности. Центри укључујући Пергам, Лезбос и Кипар нудили су култне почасти Августу и царици Ливији: кипарски календар је одавао почаст читавој августовској породици посвећујући по месец дана (и вероватно култној пракси) члановима царске породице, њиховим божанствима предака и неким од главних богова романо-грчког пантеона. Докази у новчићима повезују Теју Ливију са Хером и Деметром, а Јулију Старију са Венером Генетрикс (Афродитом). У Атини, Ливија и Јулија су делиле култну част са Хестијом, а име Гаја је било повезано са Аресом (Марсом). Ове источне везе су успостављене за време Августовог живота – Ливија је званично посвећена у Риму тек неко време након њене смрти. Око 280. године, у време владавине цара Проба и непосредно пре избијања Диоклецијановог прогона, део Луксорског храма је претворен у царску култну капелу.

## Западне провинције
Западне провинције су тек „латинизоване“ након Цезарових галских ратова и већина је била ван грчко-римског културног оквира. Било је изузетака: Полибије помиње некадашњег добротвора Нове Картагине у републиканској Иберији „за који се каже да су му биле понуђене божанске почасти“. Године 74. п. н. е., римски грађани у Иберији палили су Метела Пија као „више него смртног“ у нади да ће победити Серторија. Иначе, Запад није нудио никакве домаће традиције монархијског божанства или политичке паралеле грчкој коини да би апсорбовао империјални култ као средство за романизацију. Западне провинцијске концилије настале су као директне творевине царског култа, који је регрутовао постојеће локалне војне, политичке и верске традиције по римском моделу. Ово је захтевало само спремност варварских елита да „романизују“ себе и своје заједнице.
Први познати западни регионални култови Августа основани су уз његову дозволу око 19. п. н. е. у северозападној („келтској“) Шпанији и названи арае сестианае по њиховом војном оснивачу, Л. Сестију Квириналису Албинијану. Убрзо након тога, било 12. п. н. е. или 10. п. н. е, Друз је основао први провинцијски царски култни центар на Западу у Лугдунуму, као фокус за његову нову трипартитну административну поделу Галија Цомата. Лугдунум је поставио тип за званични западни култ као облик римско-провинцијалног идентитета, испарцелисаног у успостављање војно-административних центара. Они су били стратешки лоцирани унутар нестабилних, „варварских“ западних провинција новог принципата и инаугурисани од стране војних заповедника који су – у свим осим једног случаја – били чланови царске породице.
Први свештеник Ара (олтара) у великом империјалном култном комплексу Лугдунума био је Кај Јулије Веркондаридубнус, Гал из провинцијске елите, који је добио римско држављанство и који је од своје свештеничке службе добио право да учествује у локалној управи свог провинцијског концилија. Иако није довело до сенаторског статуса, и скоро сигурно до функције која се бира сваке године (за разлику од традиционалних доживотних свештенства римских фламина), свештенство у царским провинцијама је стога нудило провинцијски еквивалент традиционалном римском цурсус хонорум. Одбацивање култа одбацило је романитас, свештенство и држављанство; 9. године нове ере Сегимундус, свештеник царског култа онога што ће касније бити познато као Kолониа Kлаудиа Ара Агриппиненсиум (која се налази у модерном Келну у Немачкој) одбацио је или уништио своје свештеничке регалије да би се придружио побуни свог рођака Арминија.

## Западне провинције римске Африке
У раном принципату, олтар са натписом Маразгу Ауг(усто) Сац(рум) („Посвећено Маразгу Августу“), идентификује локално древно либијско (берберско) божанство са врховноj моћи Августа. У сенаторској провинцији Африка Процонсуларис, олтари Дии Магифие Аугусти потврђују (према Потеру) божанство које је истовремено било локално и универзално, а не оно чији је локални идентитет био обухваћен или апсорбован од стране царског дива или божанства. Два храма су посведочена о Роми и диву Августу – један посвећен Тиберију у Лептис Магни, а други (Јулио-Клаудијев) у Мактару. Трећи у Картагини био је посвећен Генсу Аугусти у врло раном царству.

## Контекст и преседани
Званични култ генија живог принцепса као „првог међу једнакима“ препознао је његове изузетне моћи, способност самоограничења и побожно поштовање републиканских традиција. „Добри“ цареви су одбијали понуде званичног култа као живог божанства и прихватали скромнију част култа генија. Тврдње да су каснији цареви тражили и добијали божанске почасти у Риму одражавају њихов лош однос са својим сенатима: у Тертулијаново време још увек је било „проклетство да се цар именује богом пре његове смрти“. С друге стране, судећи по домаћој свеприсутности царевог лика, приватни култови живих царева су подједнако вероватни у Риму као и другде. Као што Градел примећује, ниједан Римљанин никада није кривично гоњен због жртвовања свом цару.

## Дивус, деус и нумен
Диви су имали неки облик преседана у ди парентес, божанским прецима који су примили обреде предака као манес (богове подземног света) током Паренталије и других важних домаћих фестивала. Њихова овлашћења су била ограничена; умрли смртници обично не поседују божанску моћ (нумен) виших богова. Покојни цареви нису аутоматски постали диви; морају бити номиновани за ту привилегију. О њиховом случају је расправљао сенат, а затим је стављен на гласање. Докле год би се приносили исправни ритуали и жртве, дивус би небески богови примали као цоелицола (становник неба), мање биће од њих самих. У народу се веровало да ће дива Августа лично дочекати Јупитер. У Сенекиној Апоцолоцинтосис, с друге стране, неочекивани долазак обоженог Клаудија ствара проблем за Олимпијце, који немају појма ко је или шта је он; а кад сазнају не могу да мисле шта да раде с њим. Сенекина саркастична духовитост, неприхватљива безбожност према деусу, слободно приказује дива Клаудија само као мртвог, смешног и вероватно прилично лошег цара. Иако су њихове слике биле свете, а њихови обреди дефинитивно божански диви су могли бити створени, ненаправљени, поново постављени или једноставно заборављени. Чини се да су Август и Трајан остали идеали дуже од било кога, а чини се да је култ „добре“ диви трајао и до касне царске доминације.
Огромна моћ живих царева, с друге стране, била је посредована преко свеобухватне службе државе. Једном признат као патерфамилиас у Царству, принцепс је природно имао право на култ генија од стране царских поданика свих класа. Култ живог царског нумена био је сасвим друга ствар и могао би се тумачити ни као изјава о божанској монархији. Царски одговори на прве уводе култа августовског нумена били су стога крајње опрезни. Тек много касније, вероватно као последица хиперинфлације почасти живим царевима, живи цар се могао отворено, формално ословљавати као нумен праесенс (нуминозна присутност).
Нејасан однос између деуса, дивуса и нумена у империјалном култу могао би једноставно да одражава своје порекло као прагматичног, поштованог и помало избегавајућег империјалног решења користећи широку терминологију чија су значења варирала у зависности од контекста. За Берда и др., изводљив и универзални римски култ обожених царева и других из Царске куће морао је да зависи од парадокса да смртник може, попут полубожанских „херојских“ фигура Херкула, Енеје и Ромула, поседовати или стећи довољну меру нумена да се уздигне изнад свог смртног стања и буде у друштву богова, а ипак остану смртни у очима римских традиционалиста.

## Жртвоприношење
„Свете понуде“ (сацрифициум) формирале су уговор јавне и приватне вере, од заклетве службе, уговора и лојалности до пословних уговора и брака. Учешће у жртвовању потврђивало је личну посвећеност широј заједници и њеним вредностима, које је под Децијем постало обавезно поштовање. Ливије је веровао да су војне и грађанске катастрофе последица грешке (витијум) у предзнаку, занемаривања дужне и одговарајуће жртве и безбожног ширења „страних“ култова и сујеверја. Верски закон се фокусирао на жртвене захтеве одређених божанстава у одређеним приликама.
У Јулио-Клаудијском Риму, Арвалско свештенство се жртвовало римским државним боговима у разним храмовима ради даљег благостања царске породице на њихове рођендане, годишњице приступања и обележавање изузетних догађаја као што су укидање завере или побуне. 3. јануара посветили су годишње завете: жртва обећана претходне године је плаћена, све док су богови чували царску породицу у уговореном року. Ако није, могло би да буде задржано, као што је било у годишњем завету после Трајанове смрти. У Помпеји, генијалном живом цару је понуђен бик: вероватно стандардна пракса у царском култу у то време, мада су даване и мање понуде вина, колача и тамјана, посебно у каснијој царској ери. Диви и гении су приношени исте врсте жртава као државни богови, али чини се да су службеници култа понудили хришћанима могућност жртвовања царевима као мањи чин.

## Аугури
По древној традицији, председавајући магистрати су тражили божанско мишљење о предложеним радњама преко аугура, који је читао божанску вољу кроз посматрање природних знакова у светом простору (темплум) жртве. Магистрати су могли да користе своје право аугуру (иус аугурум) да одложе и пониште судски процес, али су били обавезни да своју одлуку заснивају на аугуровим запажањима и саветима. За Цицерона, ово је аугура учинило најмоћнијим ауторитетом у Касној републици.
У каснијој Републици, аугурија је била под надзором колеџа понтификата, свештеничко-магистралне службе чија су овлашћења све више била уткана у цурсус хонорум. Канцеларија понтифек макимуса је временом постала де фацто конзуларна канцеларија. Када је конзул Лепид умро, његова функција као понтифек макимус прешла је на Августа, који је преузео свештеничку контролу над државним пророчанствима (укључујући књиге Сибилина), и користио своја овлашћења цензора да потисне неодобрена пророчанства. Октавијанова почасна титула Август указивала је на његова достигнућа као на израз божанске воље: тамо где је безбожност Касне републике изазвала небески неред и гнев (ира деорум), његова послушност божанској уредби донела је божански мир (пак деорум).

## Геније и кућни култови
Мос маиорум је успоставио скоро монархијску породичну власт обичног патерфамилиаса („оца породице“ или „власника породичног имања“), његове обавезе према породици и заједници и његове свештеничке дужности према својим ларима и домаћим пенатима. Његов положај је био наследан и династичан, за разлику од изабраних, временски ограничених функција републиканских магистрата. Његова породица – а посебно његови робови и ослобођеници – дуговали су реципрочну дужност култа његовом генију.
Геније (гении) је био суштински дух и генеративна моћ – приказан као змија или као вишегодишњи младић, често крилати – унутар појединца и њиховог клана (генс, пл. гентес), као што су Јули (Јулијани) Јулија Цезара. Патерфамилиас је могао да пренесе своје име, меру свог генија и улогу у његовим кућним обредима, обавезама и почастима онима које је усвојио. Као Цезаров усвојени наследник, Октавијан је наследио генијалност, наследну имовину и части свог усвојитеља, поред оних које је стекао његовим сопственим родом и трудом. Изузетно моћни гениј живих царева изражавао је вољу богова кроз царске акције. Године 30. п. н. е. приноси лијевања генијалном Октавијану (касније Августу) постали су обавеза на јавним и приватним банкетима, а од 12. п. н. е. генијалност живог цара је полагала државне заклетве.
Римски патерфамилиас приносио је свакодневни култ својим ларима и пенатима, и његовим ди парентес/диви парентес, у домаћим светињама и у огњиштима кућног огњишта.[204] Као богиња свих огњишта, укључујући и ритуално огњиште државе, Веста је повезивала "јавне" и "приватне" дужности грађана.

## Улога у војсци
Римски грађани легионари задржали су своје маријанске традиције. Дали су култ Јупитеру за царево благостање и редовни култ државним, локалним и личним божанствима. Култ царске личности и породице углавном се нудио на царевање, годишњице и обнављање годишњих завета: биста владајућег цара чувана је у светилишту легионарских инсигнија у ту сврху, којој је присуствовао одређени војни имагинифер. У време раних Северанаца, легије су нудиле култ државним боговима, царском диви, садашњем царевом нумену, генију и домус (или фамилиа), и посебан култ царици као „мајци логора“. Отприлике у то време, култови Митре постали су веома популарни у војсци, и обезбедили су основу за синкретички империјални култ који је апсорбовао Митру у соларни и стоички монизам као фокус војне конкордије и лојалности.

## Олтари, храмови и свештенства
Храм царског култа био је познат као цезар (латински) или себастеион (грчки). У Фишвиковој анализи, култ римске државе диви био је повезан са храмовима, а култ генија живог цара са његовим олтаром. Царев лик и његово смештање у храмски комплекс усмерили су пажњу на његову личност и атрибуте и његов положај у божанској и људској хијерархији. Трошкови на физичко изражавање империјалног култа били су огромни и обуздани су тек царском кризом у 3. веку. Колико је познато, након владавине Марка Аурелија нису подигнути нови храмови за државну дивију.
Чини се да су царски диви и живи генији служили одвојеним церемонијама и свештенству. И сами цареви су могли да буду свештеници државних богова, диви и сопствене генијалне култне слике. Ова друга пракса илуструје царског генија као урођеног свом носиоцу, али одвојеног од њега као фокуса поштовања и култа, формално у складу са култом до персонификације идеја и идеала као што су Фортуна (Фортуна), мир (Пак) или победа (Вицториа ) ет ал. у спрези са генијалношћу цара, Сената или римског народа; Јулије Цезар је показао своју сродност са врлином помиловања (Клементија), личним квалитетом повезаним са његовим божанским претком и богињом заштитницом Венером. Свештеници су типично и са поштовањем идентификовали своју функцију испољавањем изгледа и других својстава свог деуса. Дужности царских свештеника биле су и верске и магистралне: обухватале су обезбеђивање одобрених царских портрета, статуа и жртава, увођење редовног календарског култа и инаугурацију јавних радова, царских игара (државних луди) и мунера по овлашћеним узорима. У ствари, свештеници широм царства били су одговорни за поновно стварање, излагање и слављење изузетних дарова, моћи и харизме царева.
Као део својих верских реформи, Август је оживео, субвенционисао и проширио Цомпиталиа игре и свештенства, посвећене Ларесима из вици (суседства), да би укључио култ својих Лареса (или његовог генија као популарног добротвора). Након тога, Ларес Цомпиталес су били познати као Ларес Аугусти. Тиберије је створио специјализовано свештенство, Содалес Аугусталес, посвећено култу покојника, обоженог Августа. Ова свештеничка служба, као и везе између култова Цомпиталиа и царског дома, изгледа да су трајале колико и сам царски култ.

## Спасиоци и монотеисти
Грчке филозофије су имале значајан утицај на развој царског култа. Стоички космолози су видели историју као бесконачан циклус уништења и обнове, вођен фортуном (срећом или богатством), фатумом (судбина) и логосом (универзални божански принцип). Исте силе су неизбежно произвеле сотер-а (спаситеља) који ће трансформисати деструктивни и „неприродни поремећај“ хаоса и свађе у пак, фортуна и салус (мир, срећу и благостање) и стога се поистовећује са соларним култовима као што је Аполон и Сол Инвицтус. Ливије (раног до средине 1. века пре нове ере) и Лукан (у 1. веку нове ере) тумачили су кризу позне републике као деструктивну фазу која је довела до верске и уставне обнове од стране Августа и његове обнове мира, среће и благостање римском народу. Август је био месијанска фигура која је лично и рационално покренула „златно доба“ – и био је покровитељ, свештеник и штићеник низа соларних божанстава. Царски поредак стога није био само оправдан апелима на божанско; то је била урођена природна, добронамерна и божанска институција.